# Kuzyn Pons

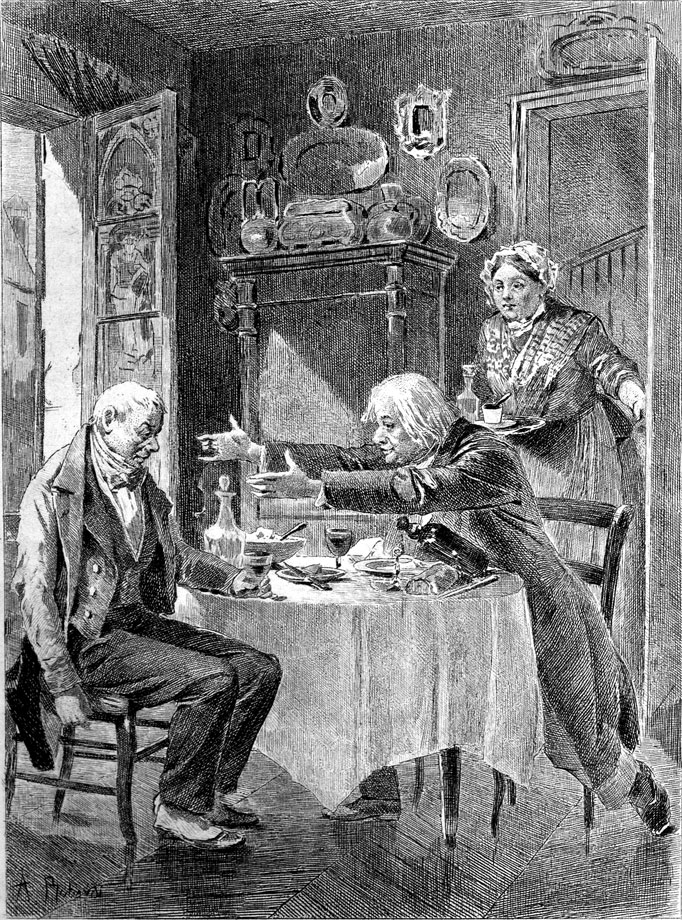

Kuzyn Pons (oryg. fr. Le Cousin Pons) – powieść Honoriusza Balzaka z 1847. Należy do Scen z życia paryskiego cyklu Komedia ludzka. Razem z powieścią Kuzynka Bietka tworzy dyptyk Ubodzy krewni.

## Treść
Pons, ubogi i niezbyt urodziwy krewny rodziny Camusot de Marville, żyje w nędznych warunkach razem z jedynym przyjacielem, Niemcem Schmucke. Regularnie wyśmiewany i upokarzany przez bogatszą rodzinę, utrzymuje z nią kontakty mimo wszystko, pragnąc ich towarzystwa i mając słabość do zjadanych u Camusotów obiadów. Jego drugą pasją jest kolekcjonowanie dzieł sztuki; zbiór Ponsa osiąga, wskutek wieloletniego zbierania obrazów, wysoką wartość. Po śmierci kuzyna, wywołanej biedą i złym traktowaniem, krewni, którzy upokarzali go za życia, nagle podejmują walkę o spadek. Udaje im się pozbawić schedy jedynego wskazanego spadkobiercę – Schmuckego – i przejąć kolekcję wyłącznie dla jej materialnej wartości, nadal nie rozumiejąc artystycznych pasji Ponsa.

## Cechy utworu
Kuzyn Pons jest dokładnym przeciwieństwem Kuzynki Bietki: tytułowy „ubogi krewny” nie jest postacią aktywną, pragnącą przeciwstawić się swojemu losowi, lecz uosobieniem naiwności, prostolinijności i szczerości. Pons jest wyraźnie – już poprzez swój ubiór i otoczenie – przedstawiony jako postać wręcz z innej epoki, niezdolna do zaadaptowania się w realiach monarchii lipcowej. Obsesja związana z kolekcjonowaniem dzieł sztuki i ogólna fascynacja kulturą uniemożliwiają bohaterowi zrozumienie otaczającego go świata. Pons nie zostaje jednak w żaden sposób potępiony – poprzez konsekwentny kontrast między Ponsem i Schmuckem a całym ich otoczeniem (od pani Cibot, gospodyni domu, po rodzinę Camusotów) Balzak ukazuje wszechobecny we francuskim społeczeństwie materializm, bezwzględną chęć dorobienia się w dowolny sposób, nawet poprzez cudzą krzywdę. Kuzyn Pons jest jednym z najsilniejszych w Komedii ludzkiej oskarżeń hipokryzji mieszczańskiej oraz mentalności parweniusza – rodzina Camusotów, która zresztą pojawia się również w innych utworach stanowi archetyp świeżo wzbogaconych, pozbawionych wykształcenia i ogłady członków wyższych sfer.
Kuzyn Pons wpisuje się również w ogólną balzakowską refleksję o sztuce. Podczas gdy opowiadania Nieznane arcydzieło, Gambara czy Piotr Grassou poruszają problem sztuki i życia twórcy, o tyle Kuzyn Pons przedstawia samo kolekcjonowanie dzieł sztuki jako równie niszczący, związany z obsesją proces. Wiele mówi również fakt, że Pons sam pragnął robić karierę artystyczną, jednak zrezygnował, widząc amoralizm wielkiego świata. Mimo piętnowanego przez Balzaka braku dostatecznej energii, by żyć wg własnych zasad moralnych, jest tym samym „naznaczony piętnem artystycznym”, a autor nie potępia go całkowicie – Pons nie uległ bowiem całkowicie destrukcyjnemu wpływowi wielkiego świata.